# Manaqish

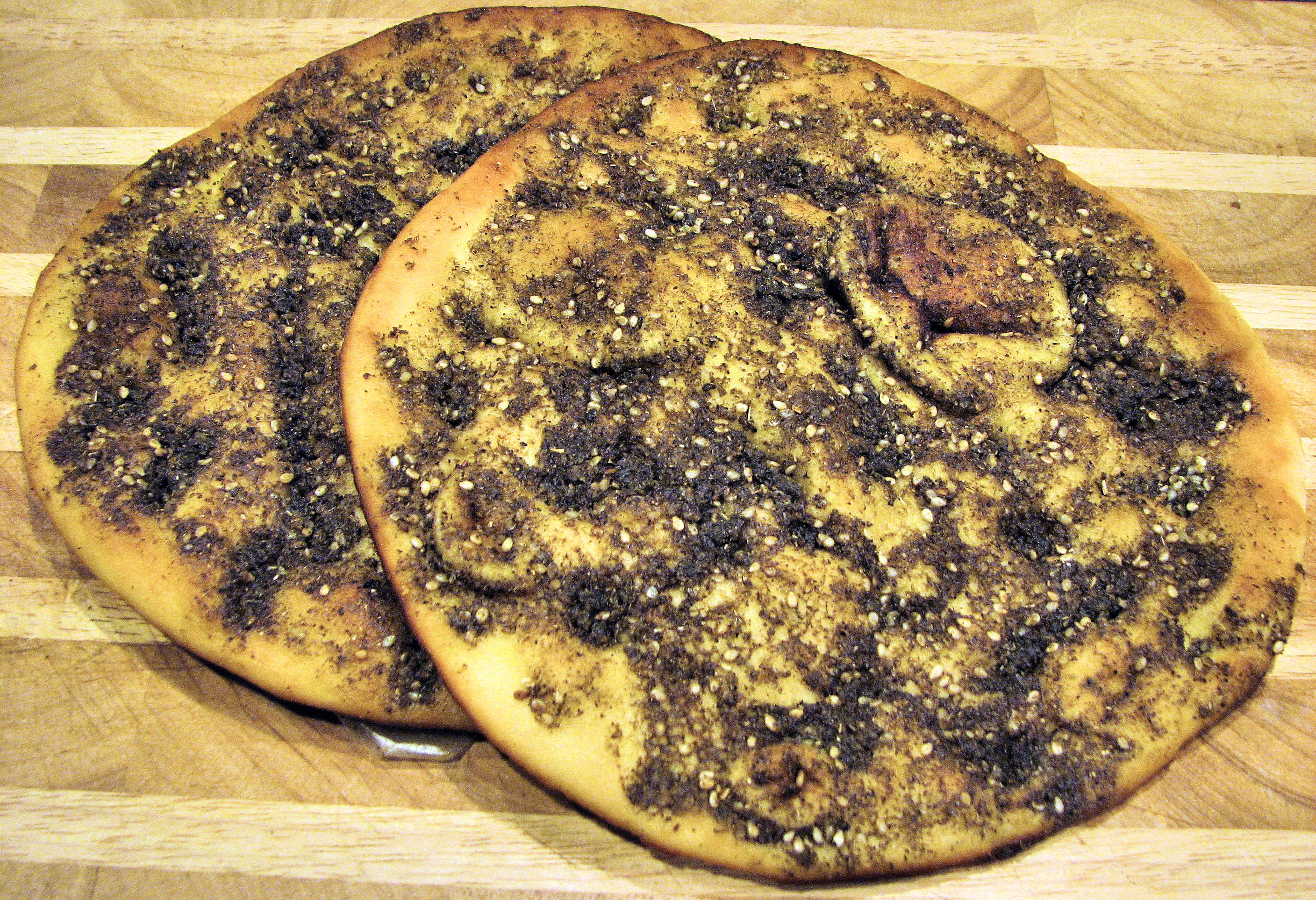
Manāqīsh condite con za'tar (misto di menta e timo)

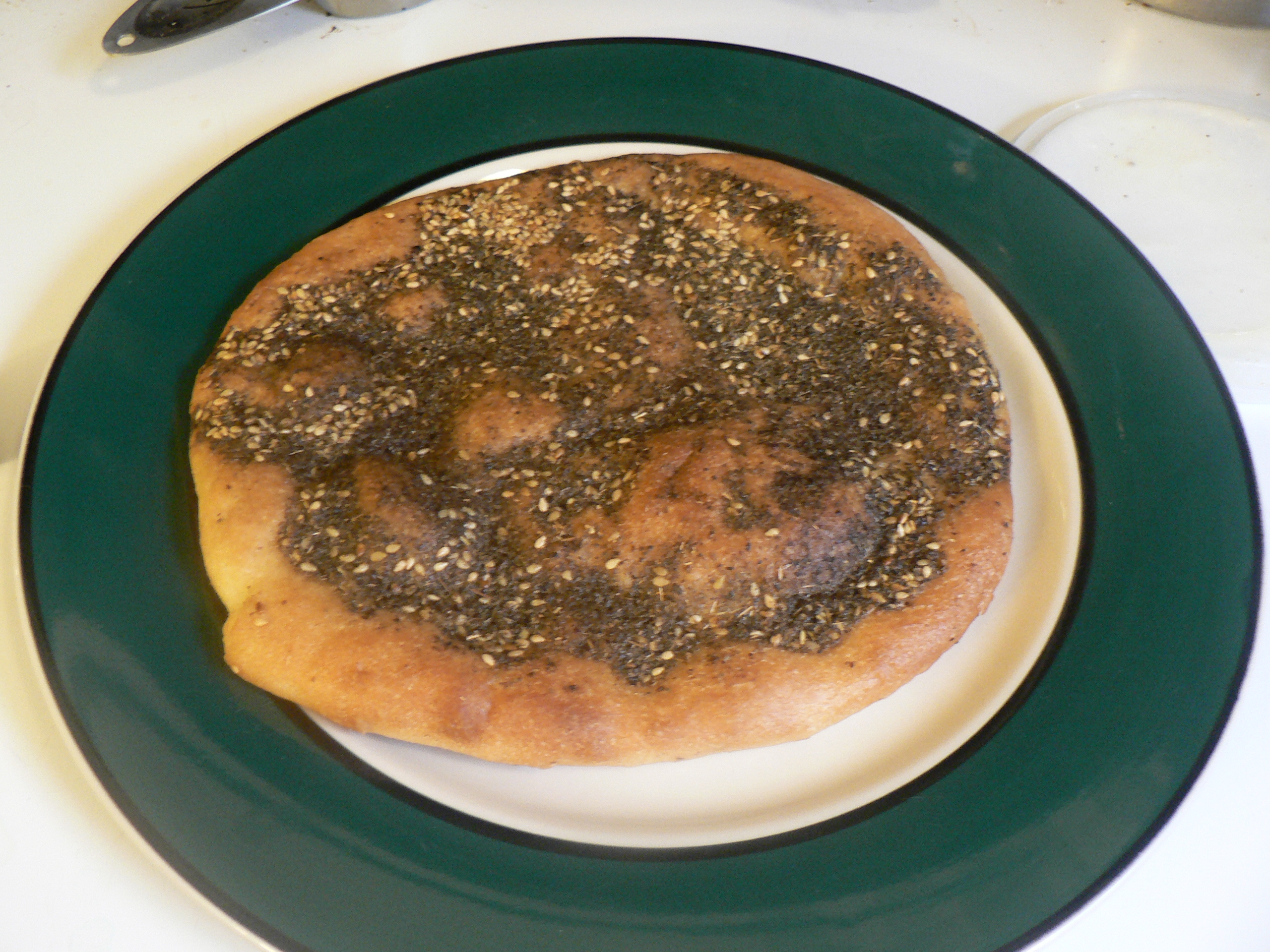
Pane condito con za'tar

Le Manāqīsh (in arabo مناقيش‎?), termine non di rado erroneamente traslitterato manakish o, all'inglese, manaeesh o manakeesh o impiegato nella sua forma singolare manqūsha (dalla radice trilittera <n-q-sh>che significa "scolpire", cesellare"), talvolta chiamate invece muʿajjanāt (in arabo معجنات ‎?), ossia "paste", sono un piatto popolare della cucina libanese, realizzato con pasta di pane condita con timo e farcita con formaggio o carne macinata. Di aspetto simile a una pizza, le manāqīsh possono essere tagliate a fette o ripiegate su sé stesse e possono essere servite per prima colazione o come pasto principale. 
Tradizionalmente le donne del Vicino Oriente cuociono la carne in un forno comune in mattinata, per provvedere con una quota di carne ai desideri alimentari giornalieri della famiglia e preparano piccole porzioni di carne tritata all'interno di diversi tipi di impasti di pane e servire il tutto per la prima colazione.

## Impasti classici
- Za'tar (in arabo زعتر‎?, zaʿtar), col quale si creano le manāqīsh bi-l zaʿtar. Questa è la focaccia più diffusa e prevede un misto di olio d'oliva e di timo con cui viene condita la focaccia, al cui interno è presente la carne macinata, prima di metterla nel forno. È la prima colazione di gran lunga preferita in Palestina, ma anche in Libano e Siria.[2][3] Viene anche servito da cuochi palestinesi e libanesi come parte di una mezze, o come spuntino con un bicchiere di tè alla menta e formaggio feta d'accompagnamento.[2] Popolare anche nella Penisola Araba, forse dopo essere stata introdotta da musulmani palestinesi che si recavano nei Luoghi Santi di Mecca e Medina per il hajj.[1]
- Jubna (in arabo  جبنة‎?, jubna). Vi sono due tipi di formaggio da usare per le manāqīsh: ʿAkkāwi (in arabo  عكاوي‎?) e Qashqwān (in arabo  قشقوان‎?). La gente per lo più mescola il formaggio con lo zaʿtar, pollo o carne quando inforna le manāqīsh perché abbiano un gusto più gradevole.
- Agnello (in arabo  لحم بعجين,‎?, laḥm bi-ʿajīn), "carne mescolata", sfiha). Altre manāqīsh sono servite per pranzo per il loro contenuto sostanzioso che comporta una digestione più laboriosa. La carne macinata di agnello è mescolata con pezzetti di pomodoro e condite con olio vegetale. Questo tipo di manāqīsh può essere anche servita con pepe macinato, sottaceti e yogurt.
- peperoncini (in arabo فليفلة‎?, fulayfala o فلفل حر, filfil ḥurr, "peperoncino piccante").
- Kishk (in arabo كشك‎?), una sorta di yogurt addizionato con grano o grano saraceno macinati.
- Spinaci (in arabo سبانخ‎?, sabānikh), barbabietole (in arabo سلق‎?, salq, o in arabo شمندر‎?, shamandar).